# Atholl McKinnon
Atholl Henry McKinnon (* 20. August 1932 in Mossel Bay, Südafrikanische Union; † 2. Dezember 1983, Durban, Südafrika) war ein südafrikanischer Cricketspieler, der zwischen 1960 und 1966 für die südafrikanische Nationalmannschaft spielte.

## Kindheit und Ausbildung
McKinnon besuchte die Grey High School.

## Aktive Karriere
McKinnon gab sein First-Class-Debüt in der Saison 1952/53 und spielte in der Folge für Eastern Province. Sein Tests-Debüt erfolgte bei der Tour in England im August 1960. Seinen nächsten Einsatz im Nationalteam hatte er bei der Tour gegen Neuseeland im Januar 1962, doch musste er sich zunächst hinter Harry Bromfield einordnen. Bei der Tour gegen England im Januar 1965 gelangen ihm im vierten Test insgesamt sieben Wickets (4/128 & 3/44). Erst bei der Tour in England in der Saison 1965 konnte er sich dann endgültig gegenüber Bromfield durchsetzen. Im zweiten Test erreichte er 3 Wickets für 50 Runs und im dritten 3 Wickets für 50 Runs. Seine letzten Einsätze im Nationalteam hatte er bei der Tour gegen Australien, wobei er zwei Tests absolvierte. In der Saison 1968/69 absolvierte er sein letztes First-Class-Spiel für Transvaal.

## Nach der aktiven Karriere
Nach seinem Rückzug vom aktiven Cricket arbeitete er als Coach. Im Jahr 1983 erlitt er einen Herzinfarkt, als er ein unoffizielles Team aus den West Indies in Südafrika betreute und verstarb im Alter von 51 Jahren.